# Meromacrus
Meromacrus là một chi ruồi trong họ Syrphidae.